# Јуниверсити Сентер (Вирџинија)
Јуниверсити Сентер (енгл. University Center) насељено је место без административног статуса у америчкој савезној држави Вирџинија.

## Демографија
По попису из 2010. године број становника је 3.586.
| Група             | 2000.    | 2010.         |
| Белци             | 0 (0,0%) | 1.690 (47,1%) |
| Афроамериканци    | 0 (0,0%) | 447 (12,5%)   |
| Азијати           | 0 (0,0%) | 601 (16,8%)   |
| Хиспаноамериканци | 0 (0,0%) | 709 (19,8%)   |
| Укупно            | 0        | 3.586         |